# 臨時臺灣鐵道隊
臨時臺灣鐵道隊是臺灣日治時期初期管理臺灣鐵道相關事務的組織，由日本陸軍省、遞信省人員混合組成。該組織繼承先前的臺灣鐵道線區司令部、臺灣總督府民政局遞信部鐵路課，除了修復清代的臺灣鐵路外，也進行日後其他鐵路路線的調查測量與軍用輕便軌道的鋪設。

## 沿革
臨時臺灣鐵道隊是依據日本陸軍大臣於1895年8月25日發佈的〈臨時鐵道隊勤務令〉而成立的組織，首任隊長是山根武亮。山根武亮於該年9月17日抵達臺灣，接管並解散臺灣總督府民政局遞信部鐵路課，而後先前掌管鐵路事務的臺灣鐵道線區司令部也在9月24日廢止。隊長山根武亮最初將本部設在臺北車站附近的民房，11月28日才遷到北門街新事務所。
臨時臺灣鐵道隊成立後負責掌管軍用運輸業務，並進行基隆臺北路段改築工程、新竹以南延伸工程與縱貫鐵路路線調查等事務，期間在1896年7月5日在不妨礙軍事運輸的前提下，也開放一般民眾使用鐵路。
後來由於臺灣縱貫鐵路的興建有考慮讓1896年申請成立的臺灣鐵道會社來進行，臨時臺灣鐵道隊在1897年3月31日停止運作，事務於4月1日開始移交給臺灣總督府民政局通信部臨時鐵道掛。4月22日移交結束後，次日鐵道隊隊長山根武亮離臺返回東京，臨時臺灣鐵道隊於該年（1897年）9月底正式解散。

## 編制
臨時臺灣鐵道隊由本部、鐵道班、輕便鐵道班組成，其中鐵道班底下又分成保線掛、車輛掛、運輸掛、計理掛。各單位簡介如下：
- 本部：統籌隊務，調整工事、輸送業務的進度，並負責線路、車站、工程、人馬物件的輸送與請求等事務[1]。
- 鐵道班
  - 保線掛：負責鐵路線路興建修改與保養修繕事宜，各地並設有保線掛出張所[1]。此外該掛並負責保養監視鐵路電信，鐵道隊所屬建築已由該掛負責保養修繕[1]。
  - 車輛掛：負責車輛的相關事宜[1]。車輛掛在1896年11月28日鐵道隊遷移時並未一起遷到北門街，而是留在臺北車站內[2]。
  - 運輸掛：負責製作列車運輸時刻表與處理鐵路通信[1]。
  - 計理掛：負責計算、出納、購買、配給[1]。
- 輕便鐵道班：班長、職工、軍役夫共2221人[1]。

## 外部連結
- 〈臨時鐵道隊勤務令〉